# Andrzej Androchowicz
Andrzej Edward Androchowicz (ur. 28 czerwca 1932 w Kaliszu, zm. 9 września 2006 w Środzie Wielkopolskiej) – polski dziennikarz oraz reżyser filmów dokumentalnych, twórca, aktor i reżyser teatrów studenckich i młodzieżowych w Szczecinie. Absolwent Wydziału Inżynieryjno-Ekonomicznego Politechniki Szczecińskiej (1957) oraz Wydziału Reżyserii Filmowej i Telewizyjnej łódzkiej PWSFTviT (Studium Zaoczne, 1974). Członek Stowarzyszenia Filmowców Polskich.

## Działalność
Działał m.in. w Akademickim Teatrze Satyrycznym „Skrzat”, Studenckim Teatrze Politycznym, Teatrzyku na Wielkiej (w latach 1954–1964). Wraz z Krzysztofem Gaertigiem założył w 1957 Środowiskowy Klub Studencki „Pimpuś” w Szczecinie, a następnie, w 1960, również studencki klubu „Kontrasty”. W latach 1959–1961 pracował jako dziennikarz rozgłośni Polskiego Radia w Szczecinie. W latach 1949–1956 był członkiem ZMP, 1957–1963 – ZMS (w 1957 roku był sekretarzem Komitetu Miejskiego ZMS w Szczecinie) i od 1962 roku – w PZPR.
W latach 50. związał się z prasą. Był kierownikiem redakcji środowiskowej tygodników „Od Nowa” (1957–1959) i „ITD” (1959–1961). Stworzył wiele artykułów i reportaży dla wielu pism („Od Nowa”, „ITD”, „Głos Szczeciński”, „Kurier Szczeciński”, „Poglądy”, „Ziemia i Morze”, „Wiadomości Zachodnie”, „Gazeta Wrocławska”, „Trybuna”).
W lipcu 1961 nawiązał współpracę z Ośrodkiem TV w Szczecinie. Udzielał się tam jako dziennikarz, realizator wizji, a także reżyser filmów dokumentalnych, kierownik Redakcji Młodzieżowej i Redakcji Reportaży i Filmu Dokumentalnego oraz zastępca redaktora naczelnego TVP Szczecin (w latach 1982–1985).
W latach 1986–2000 był dziennikarzem wrocławskiego OTV. Zrealizował w tym ośrodku wiele telewizyjnych programów zarówno artystycznych, jak i publicystycznych, stworzył też kilkadziesiąt reportaży i filmów dokumentalnych podejmujących tematykę społeczną, morską, historii Pomorza Zachodniego, Dolnego Śląska oraz Kalisza i wschodniej Wielkopolski.

## Filmografia
- 1966 – Bomba – reżyseria, scenariusz
- 1968 – Kapitan kapitanów – realizacja, scenariusz
- 1969 – Numer 149850 – reżyseria, scenariusz
- 1972 – Kapitan "Poloneza" – realizacja, scenariusz
- 1972 – Kryptonim "Synteza" – reżyseria, scenariusz
- 1974 – Towarzysze broni – realizacja, scenariusz
- 1975 – Jeden za trzy – realizacja
- 1977 – Ludzie z wyspy – realizacja, scenariusz
- 1978 – Opowieść prezydenta – reżyseria, scenariusz
- 1980 – XXXV lat PR Szczecin – reżyseria, scenariusz
- 1981 – Towarzysz Goździk – realizacja, scenariusz
- 1982 – 63 dni powstania – Warszawa walczy – reżyseria, scenariusz
- 1983–1987 – Pełnomocnik rządu – reżyseria, scenariusz
- 1985 – Polska gospodarka morska – reżyseria
- 1985 – Szczecin – chwila refleksji – reżyseria, scenariusz
- 1986 – Polska nad Bałtykiem – reżyseria, scenariusz
- 1987 – Mój teatr nad Prosną – reżyseria, scenariusz
- 1989 – Album ziemian kaliskich – reżyseria, scenariusz
- 1991 – Gazety miasta Kalisza – realizacja, scenariusz
- 1991 – Judaica kaliskie – reżyseria, scenariusz
- 1991 – Konflikt – reżyseria, scenariusz
- 1994 – Warszawa walczy 1939–1945: 63 dni powstania warszawskiego – realizacja
- 1995 – Tragedia w Lesie Skarszewskim – reżyseria, scenariusz
- 1997 – Portrety miast – Kalisz – reżyseria, scenariusz

## Odznaczenia
- Krzyż Kawalerski Orderu Odrodzenia Polski
- Złoty Krzyż Zasługi
- Medal 30-lecia Polski Ludowej (1974)
- Srebrny Medal "Za zasługi dla obronności kraju"
- Brązowy Medal „Za zasługi dla obronności kraju”
- Brązowe Odznaczenie im. Janka Krasickiego
- Odznaka Honorowa „Zasłużony Działacz Kultury”
- Złota Odznaka ZSP
- Odznaka Honorowa Gryfa Pomorskiego
- Odznaka „Za zasługi dla 12 Dywizji Zmechanizowanej”

## Nagrody i wyróżnienia filmowe
- I Nagroda na Telewizyjnej Giełdzie Reporterów za Bombę (1966)
- Srebrna Fregata za film Kapitan kapitanów na Festiwalu Filmów Morskich w Szczecinie (1969)
- Złota Fregata za film Kapitan „Poloneza” na Festiwalu Filmów Morskich w Szczecinie (1972)
- Wyróżnienie Ministra Obrony Narodowej w dziedzinie teatru i filmu za film Towarzysze broni (1976)
- Nagroda Specjalna dla filmu Opowieść prezydenta na IX Festiwalu Filmów Morskich w Szczecinie (1980)
- II nagroda za film Pamiętajmy na I Przeglądzie Filmów Telewizyjnych "Od sierpnia do sierpnia" w Gdańsku (1981)
- Złota Fregata za film Szczecin – chwila refleksji na Festiwalu Filmów Morskich w Szczecinie (1987)
- Nagroda Przewodniczącego Komitetu do Spraw Radia i Telewizji II stopnia
- Nagroda WRN w Szczecinie